# Stenostomum uronephrium
Stenostomum uronephrium är en plattmaskart. Stenostomum uronephrium ingår i släktet Stenostomum och familjen Stenostomidae. Inga underarter finns listade i Catalogue of Life.